# Lei da Igreja da Suécia

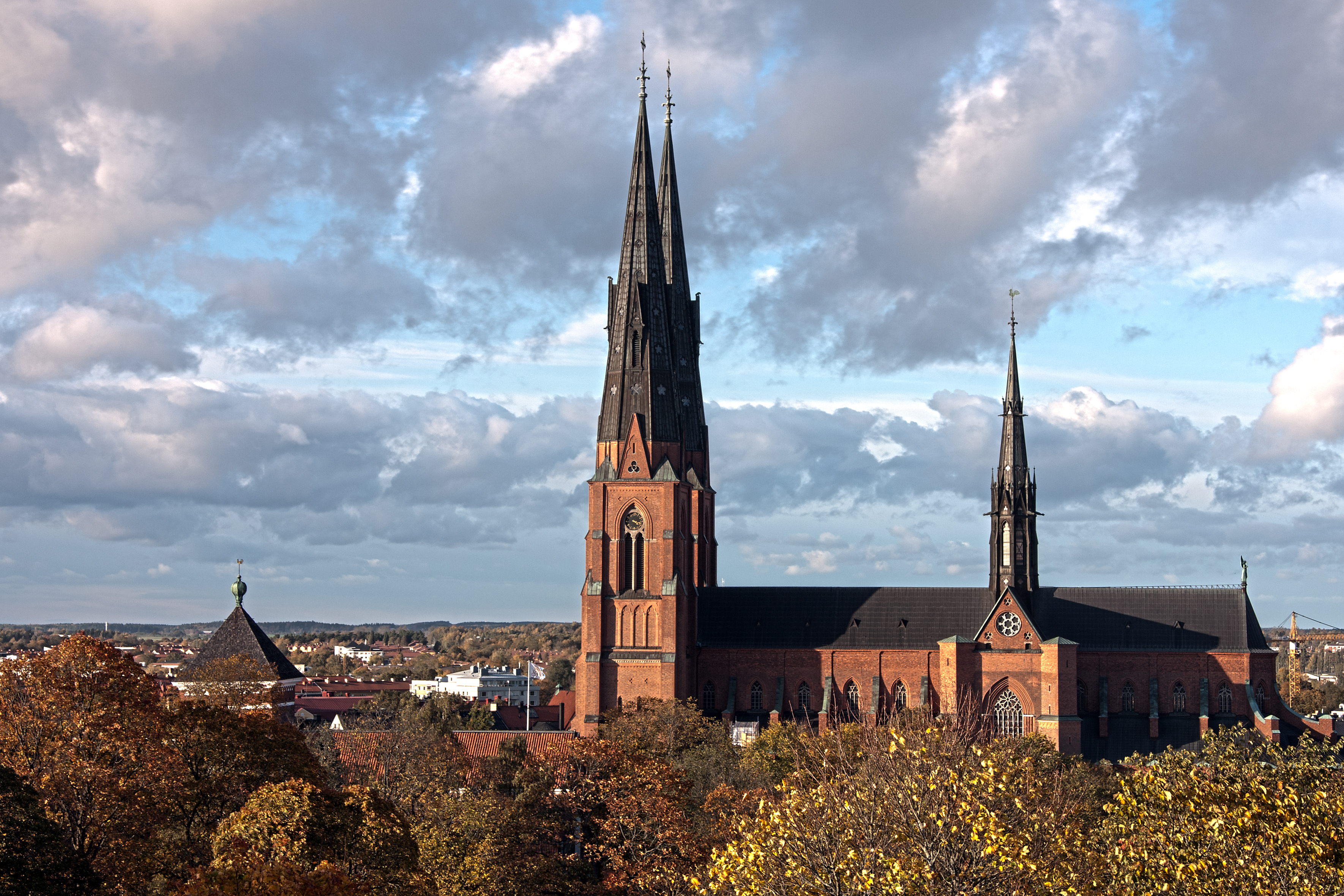
A Catedral de Upsália, sede da Arquidiocese de Upsália

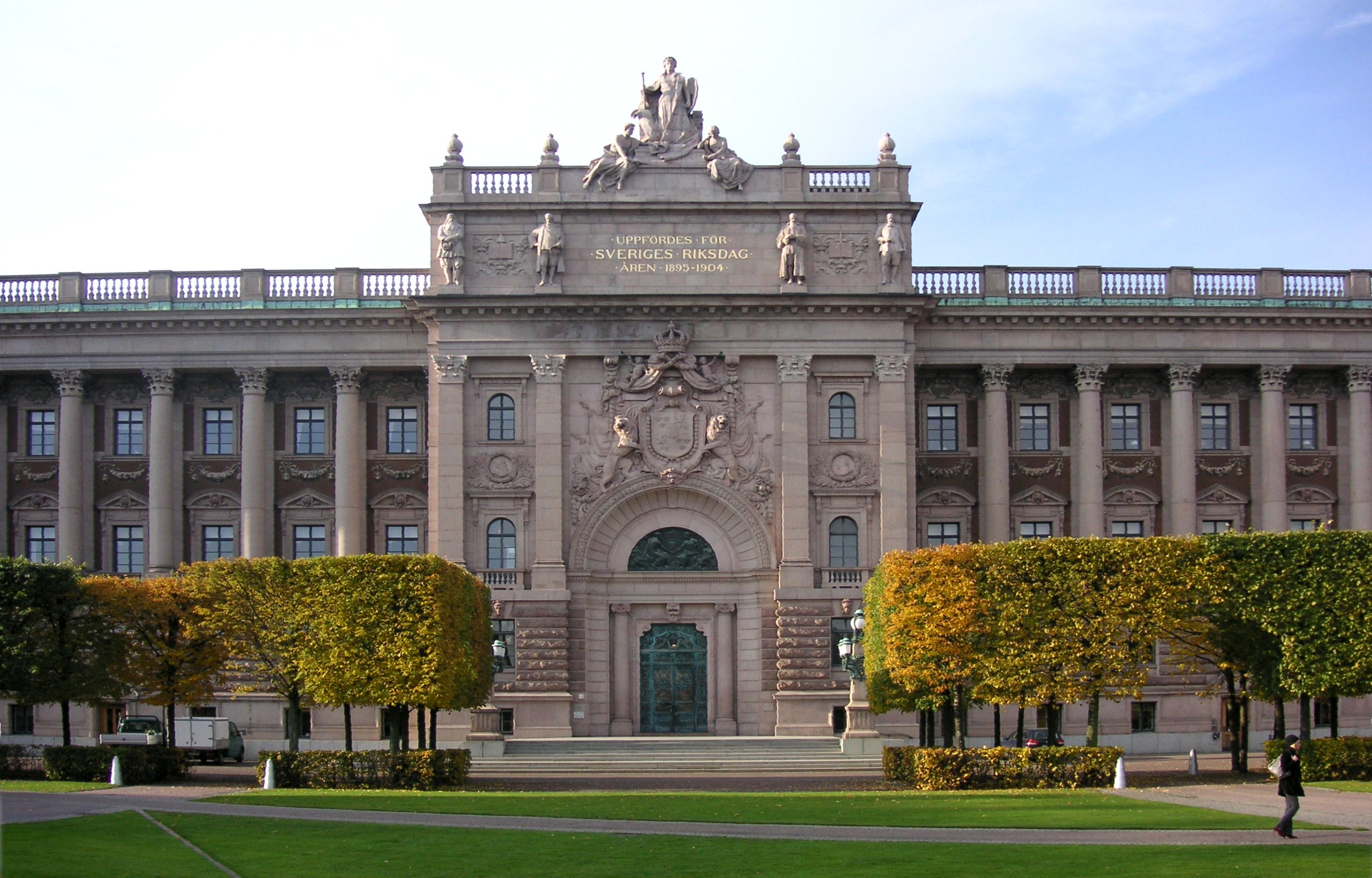
Fachada da Casa do Parlamento, sede do Parlamento da Suécia

A Lei da Igreja da Suécia (em sueco:  Lag om Svenska kyrkan; SFS 1998:1591) entrou em vigor em 1 de janeiro de 2000, e regula a relação entre a Igreja da Suécia e o Estado Sueco, estabelecendo que esta está obrigada a seguir a fé evangélica-luterana, ser democrática e abranger todo o território da Suécia.